# Европа (мыс)
Европа (англ. Europe Point, исп. Punta Europa) — мыс на южной оконечности полуострова Гибралтар. Мыс имеет ровную поверхность, здесь расположено несколько зданий, включая военные укрепления, религиозные сооружения и мемориал Владислава Сикорского. Со старым городом Гибралтара мыс соединяет Европа-роуд. К восточному побережью полуострова ведёт тоннель имени Дадли Уорда.
На мысе находится Гибралтарский университет, созданный правительством Гибралтара в соответствии с Законом об университете Гибралтара 2015 года. 